# Club Mutual Crucero del Norte
Il Club Mutual Crucero del Norte, noto semplicemente come Crucero del Norte o Crucero, è una società calcistica argentina con sede nella città di Posadas, nella provincia di Misiones dell'Argentina nord-orientale. Milita nella Primera B Nacional, la seconda serie del calcio argentino.

## Storia
Il club venne fondato nel 1989 dalla famiglia Koropesky, proprietaria della compagnia di bus argentina "Crucero del Norte".
Nel 2005 prende parte al Torneo Argentino C dove alla fine del torneo verrà promosso al Torneo Argentino B e vi rimarrà fino al 2009.
Il 14 giugno 2009 il Crucero del Norte ottiene la promozione al Torneo Argentino A dopo aver battuto in finale l'Alvarado.
Nel 2012 vince i play off contro il Guillermo Brown e viene promosso in Primera B Nacional.
Dopo aver vinto contro il Patronato, ottiene una storica promozione, arrivata con una giornata d'anticipo, in Primera División.

## Stagioni passate
- 2015